# Yadier Pedroso
Yadier Pedroso (9 de junho de 1986 - 16 de março de 2013) foi um jogador de beisebol cubano.

## Carreira
Yadier Pedroso conquistou uma medalha de prata nos Jogos Olímpicos de 2008.